# Festival de la Cançó d'Eurovisió 1958
El Festival de la Cançó d'Eurovisió 1958 fou la tercera edició d'aquest esdeveniment musical. Tingué lloc a Hilversum, Països Baixos, després que aquest país guanyés l'edició de l'any anterior, creant així la tradició de què el país que guanyava una edició organitzaria la de l'any següent. L'esdeveniment tingué lloc dimecres 12 de març de 1958 als AVRO Studios. El país guanyador va ser França amb la cançó "Dors, mon amour", interpretada per André Claveau, composta per Pierre Delanoë i lletra d'Hubert Giraud.
Hi van participar 10 països. Fou la primera victòria de França. Significà el debut de Suècia, i va ser la segona i última vegada (fins a l'actualitat) que el Regne Unit no va participar en el concurs, després de no haver participat en l'edició de dos anys abans. Fou, juntament amb 1956, l'única vegada en què no s'interpretà cap cançó en anglès. L'edició de 1958 continuà amb la norma de què cada país estava limitat a una sola cançó candidata. Aquesta norma es va implantar l'any anterior, el 1957, i encara és vigent en l'actualitat.

## Seu

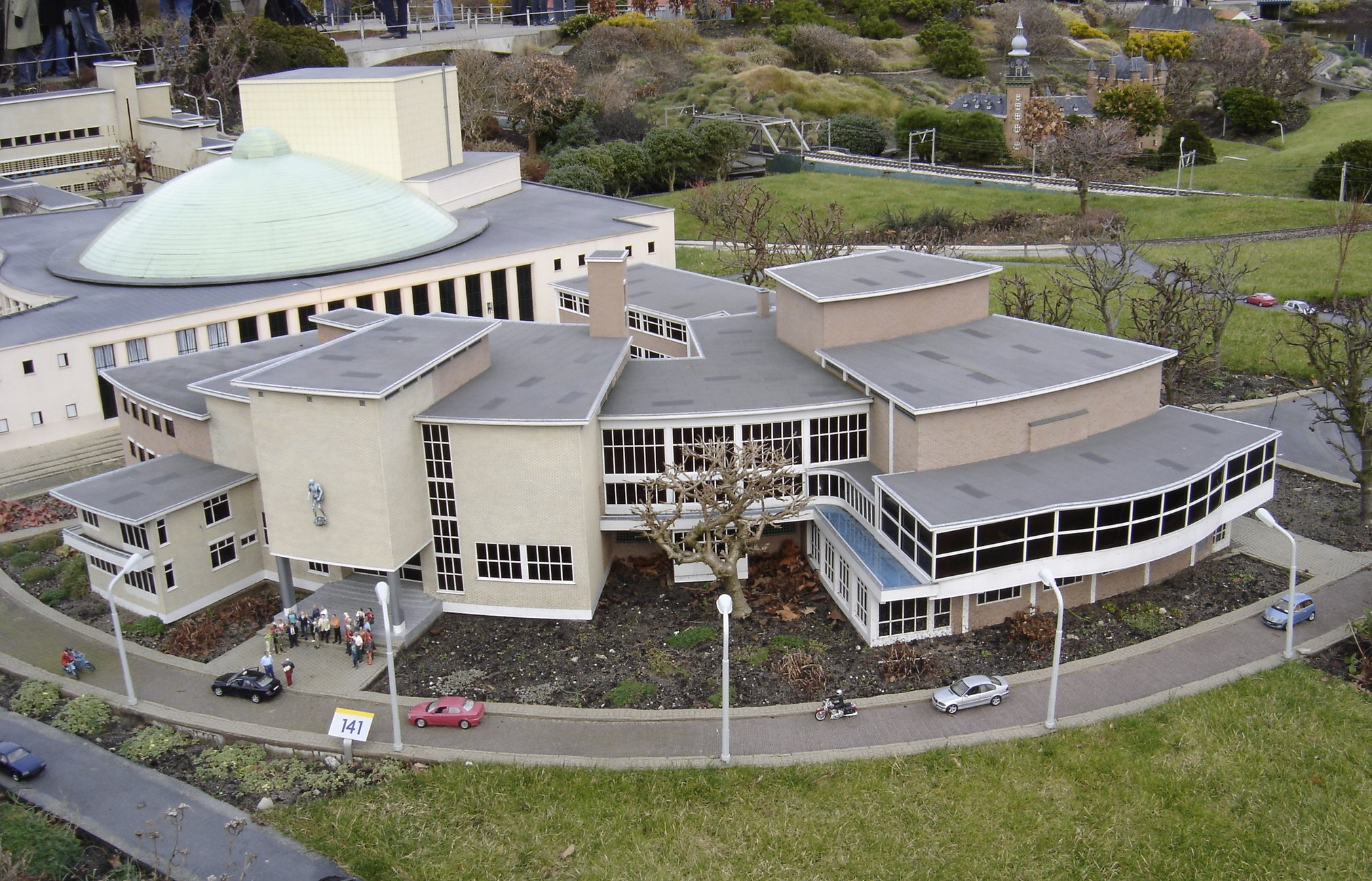
AVRO Studios, Hilversum. Seu on se celebrà el Festival de la Cançó d'Eurovisió 1958

Hilversum, un municipi de la província d'Holanda del Nord, és coneguda com la "capital dels mitjans de comunicació" dels Països Baixos. Hilversum es convertí en el centre de la radiodifusió del país des que en la dècada de 1920 la companyia neerlandesa de ràdio Nederlandse Seintoestellen Fabriek s'hi va establir, i en l'actualitat el sector dels mitjans de comunicació és un dels principals generadors d'ocupació al municipi de Hilversum.
En les dècades posteriors a l'establiment de la Companyia Neerlandesa de Ràdio a Hilversum, a la dècada de 1920, s'hi afegiren gairebé la resta d'emissores de ràdio dels Països Baixos, i el 1951 s'hi establí la primera cadena de televisió. Així, Hilversum es convertí en un escenari prou madur a finals de la dècada de 1950 per proporcionar experiència i personal per organitzar, produir i retransmetre esdeveniments internacionals com el Festival de la Cançó d'Eurovisió, en un temps en què a la resta d'Europa, en general, la televisió encara era una tecnologia nova.
Una d'aquestes cadenes fou l'organitzador de l'esdeveniment, Nederlandse Televisie Stichting. La seu del concurs fou l'estudi de l'AVRO (Algemene Vereniging Radio Omroep o "Associació General de Radiodifusió"), un complex situat enmig del conjunt d'edificis dels mitjans de comunicació a Hilversum, i que pertanyia a l'associació pública de radiodifusió neerlandesa, operant dins el marc del sistema públic de radiodifusió (Nederlandse Publieke Omroep).

## Format
El concurs es va celebrar en un dels salons dels estudis AVRO. El saló tenia un escenari petit, lleugerament elevat, on els cantants van interpretar les seves cançons. El programa es va filmar des d'una planta superior, fora de l'abast dels cables dels micròfons i altres dispositius, que estaven al pis inferior, al peu de l'escenari. Principalment, la decoració estava al fons de l'escenari, i a davant i a l'esquerra de l'escenari, segons el punt de vista de l'espectador, allà on estaven situades l'orquestra i les escales per on pujaven els intèrprets i la presentadora. Al fons de l'escenari hi havia un tauler amb imatges, que servien per il·lustrar i ambientar les lletres de les cançons. La part central inferior de l'escenari, així com la part esquerra on hi havia l'orquestra i les escales d'accés, estaven decorats amb tulipes, per les quals són coneguts els Països Baixos.
Els jurats no estaven presents a l'estudi, igual que en 1956. En l'edició de 1958, van quedar-se als seus països, escoltant l'esdeveniment. Un cop van finalitzar les interpretacions de totes les cançons, els jurats van anunciar els seus resultats per via telefònica i en ordre invers al de presentació, com en l'any anterior. La cançó italiana no es va sentir correctament en alguns dels països, i per això Domenico Modugno va repetir la seva actuació un cop finalitzades les dels altres participants. Va ser l'únic any en què el país organitzador va acabar a l'última posició, i la primera vegada que més d'un país va acabar en última posició. L'acte a l'intermedi va ser una actuació de la Metropole Orkest, sota la direcció de Dolf van der Linden. Hi va haver dos intermedis, un quan es van interpretar la meitat de les cançons, i un altre després de finalitzar tots els participants.

## Països participants
Suècia, que en el futur seria un dels països amb més èxit al festival, debutà aquest any. Regne Unit va decidir retirar-se del concurs.
Després del concurs, la cançó italiana "Nel Blu Dipinto Di Blu" (més coneguda en endavant com "Volare") de Domenico Modugno va esdevenir un èxit mundial. En la 1a edició dels Premis Grammy, celebrada el 4 de maig de 1959 a l'Hotel Beverly Hilton de Hollywood, "Nel blu dipinto di blu" va rebre dos guardons, per la Gravació de l'any i per la Cançó de l'any. La cançó és l'única en llengua no-anglesa en rebre aquest honor, i és l'única cançó que ha participat en el Festival de la Cançó d'Eurovisió i que ha rebut un Premi Grammy. La cançó també va arribar al número 1 de la llista Billboard als Estats Units, essent així una de les cançons d'Eurovisió més famoses de la història del Festival. La cançó fou votada com la segona millor cançó de tota la història d'Eurovisió en l'espectacle de 2005 "Congratulations", que celebrava el 50è aniversari del Festival.

### Directors
Cada actuació tingué un director d'orquestra.
- Itàlia - Alberto Semprini
- Països Baixos - Dolf van der Linden
- França - Franck Pourcel
- Luxemburg - Dolf van der Linden
- Suècia - Dolf van der Linden
- Dinamarca - Kai Mortensen
- Bèlgica - Dolf van der Linden
- Alemanya Occidental - Dolf van der Linden
- Àustria - Willy Fantl
- Suïssa - Paul Burkhard

### Artistes reincorporats
Quatre artistes participants en anteriors edicions del festival van tornar el 1958: Fud Leclerc, que també va representar Bèlgica el 1956; Margot Hielscher per Alemanya Occidental, que també va participar el 1957; Corry Brokken pels Països Baixos, que va participar el 1956 i va guanyar el concurs el 1957; i Lys Assia, que va guanyar la primera edició el 1956 i va participar el 1957.

## Resultats
| Ordre | País                | Idioma          | Artista          | Cançó                              | Traducció al català                    | Posició | Punts |
| ----- | ------------------- | --------------- | ---------------- | ---------------------------------- | -------------------------------------- | ------- | ----- |
| 01    | Itàlia              | Italià          | Domenico Modugno | "Nel blu dipinto di blu"           | En el blau pintat de blau              | 3       | 13    |
| 02    | Països Baixos       | Neerlandès      | Corry Brokken    | "Heel de wereld"                   | El món sencer                          | 9       | 1     |
| 03    | França              | Francès         | André Claveau    | "Dors, mon amour"                  | Dorm, amor meu                         | 1       | 27    |
| 04    | Luxemburg           | Francès         | Solange Berry    | "Un grand amour"                   | Un gran amor                           | 9       | 1     |
| 05    | Suècia              | Suec            | Alice Babs       | "Lilla stjärna"                    | Estrelleta                             | 4       | 10    |
| 06    | Dinamarca           | Danès           | Raquel Rastenni  | "Jeg rev et blad ud af min dagbog" | Vaig estripar una pàgina del meu diari | 8       | 3     |
| 07    | Bèlgica             | Francès         | Fud Leclerc      | "Ma petite chatte"                 | La meva gateta                         | 5       | 8     |
| 08    | Alemanya Occidental | Alemany         | Margot Hielscher | "Für zwei Groschen Musik"          | Música per dos penics                  | 7       | 5     |
| 09    | Àustria             | Alemany         | Liane Augustin   | "Die ganze Welt braucht Liebe"     | El món sencer necessita amor           | 5       | 8     |
| 10    | Suïssa              | Alemany, Italià | Lys Assia        | "Giorgio"                          | —                                      | 2       | 24    |

## Puntuacions

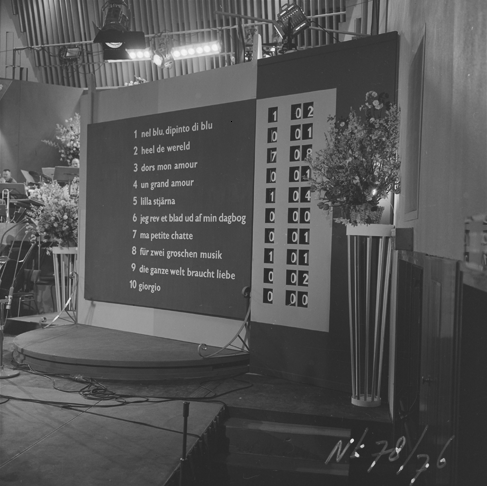
Marcador amb les puntuacions després de la votació del jurat austríac

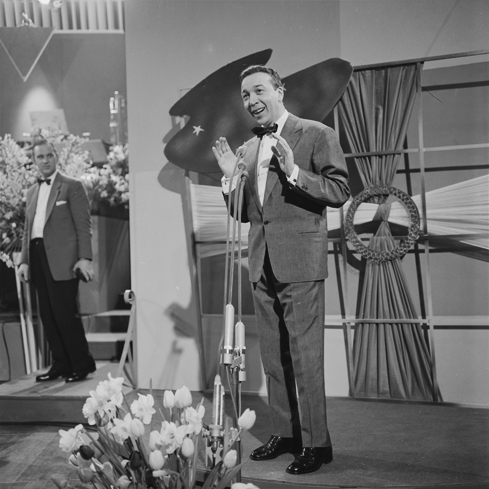
André Claveau en un assaig, cantant Dors, mon amour

Cada país tenia 10 membres del jurat, i cadascun d'ells decidia quina era la millor cançó i li atorgava un punt. En total, cada país atorgava 10 punts entre els temes participants.
|              |               | Votacions | Votacions | Votacions | Votacions | Votacions | Votacions | Votacions | Votacions | Votacions | Votacions | Votacions |
| Total        | ITA           | NED       | FRA       | LUX       | SWE       | DEN       | BEL       | GER       | AUT       | SUI       |           |           |
| ------------ | ------------- | --------- | --------- | --------- | --------- | --------- | --------- | --------- | --------- | --------- | --------- | --------- |
| Participants | Itàlia        | 13        |           | 1         | 1         |           | 1         |           | 4         | 4         | 1         | 1         |
| Participants | Països Baixos | 1         |           |           |           |           |           |           |           |           |           | 1         |
| Participants | França        | 27        | 6         |           |           | 1         | 1         | 9         | 1         | 1         | 7         | 1         |
| Participants | Luxemburg     | 1         |           |           |           |           |           |           |           |           |           | 1         |
| Participants | Suècia        | 10        |           | 2         |           | 3         |           |           | 1         |           | 1         | 3         |
| Participants | Dinamarca     | 3         |           | 1         | 1         |           | 1         |           |           |           |           |           |
| Participants | Bèlgica       | 8         |           |           |           |           | 1         | 1         |           | 5         |           | 1         |
| Participants | Alemanya      | 5         |           |           | 2         |           | 1         |           | 1         |           | 1         |           |
| Participants | Àustria       | 8         |           |           | 3         | 1         | 1         |           | 1         |           |           | 2         |
| Participants | Suïssa        | 24        | 4         | 6         | 3         | 5         | 4         |           | 2         |           |           |           |

## Cobertura internacional i votacions
La següent taula mostra l'ordre en què es van atribuir els vots durant el concurs de 1958, juntament amb el portaveu responsable d'anunciar els vots pel seu país respectiu. Cada emissora nacional va enviar també un comentarista al concurs, per tal de donar cobertura al desenvolupament del concurs en el seu propi idioma. A continuació es detallen els comentaristes i l'emissora que representaven.

### Votacions i portaveus
1. Suïssa - Mäni Weber
2. Àustria -
3. Alemanya Occidental- Claudia Doren
4. Bèlgica - Paule Herreman
5. Dinamarca -
6. Suècia - Roland Eiworth
7. Luxemburg -
8. França - Claude Darget
9. Països Baixos - Piet te Nuyl[9]
10. Itàlia - Fulvia Colombo

### Comentaristes
- Àustria - Peter Alexander (ORF)
- Bèlgica - Arlette Vincent (INR), Nand Baert (NIR)
- Dinamarca - Gunnar Hansen (Statsradiofonien TV)
- França - Pierre Tchernia[10] (RTF)
- Alemanya Occidental - Wolf Mittler (Deutsches Fernsehen)
- Itàlia - Bianca Maria Piccinino (Programma Nazionale)
- Luxemburg - Jacques Navadic (Télé-Luxembourg)
- Països Baixos - Siebe van der Zee[9] (NTS)
- Suècia - Jan Gabrielsson (Sveriges Radio-TV)[11]
- Suïssa - Theodor Haller (TV DRS), Georges Hardy (TSR)
- Regne Unit - Peter Haigh (BBC Television Service), Tom Sloan (BBC Light Programme)